# Praha (együttes)
Praha, underground együttes Zalaegerszegről. Teljes neve:  Praha (most).

## Története
1999-ben Enyingi Péter (dob), Winkler Péter (basszusgitár, néha gitár), Farkas Gábor (szólógitár) és Wettstein Tamás (gitár, ének, néha basszusgitár) alakította meg az együttest. Az első lemezt 2001-ben készítették el „A másik végén” címmel, mely az addig elkészült dalokat fogta csokorba egy pillanatképekkel megfestett világ eszközeit felhasználva. 2002-ben csatlakozott a együtteshez Nadrai Róbert (billentyűsök és néhány fúvós hangszer), kinek segítségével nagyobb zenei szemléletváltás nélkül lettek pikánsabbak a dalok, valamint született egy-két instrumentális szám, mely végül soha sem került fel hanghordozóra. Az együttes 2003 tavaszától trióként üzemel (Winkler Péter, Enyingi Péter, Wettstein Tamás), mely formáció szinte rögtön új lemezt szült „Pakk a Holdra” címmel. Ezen dalok nagy része már közös szerzemény, ami egy sokkal homogénebb hangzásvilágot éreztet. Decemberben Tompa Gábor (filmrendező) és Tóth Sándor (operatőr) vezetésével a CD-n szereplő „szving” című számhoz videóklip is készült.
A Praha 2003-tól a Balaton, 2004-től az Európa Kiadó, 2005-től a Sziámi turnévendége volt.
2006 decemberétől a „Minden kötél” című lemez felvételén dolgoztak, amit 2007 áprilisában és májusában klubkoncerteken mutattak be.

## Diszkográfia
- A másik végén (2001)
- Pakk a Holdra (2003)
- Minden kötél (2007)

## Tagjai
- Enyingi Péter – dob
- Nadrai Róbert – billentyűs hangszerek
- Winkler Péter – basszusgitár
- Wettstein Tamás – gitár, ének

Korábbi tagok
- Farkas Gábor – gitár
- Sinkovits Ádám – klarinét, szaxofon

## Külső hivatkozás
- Honlapjuk